# Bulbophyllum osyricera
Bulbophyllum osyricera är en orkidéart som beskrevs av Rudolf Schlechter. Bulbophyllum osyricera ingår i släktet Bulbophyllum och familjen orkidéer. Inga underarter finns listade i Catalogue of Life.